# Harold Throckmorton
Harold Throckmorton, właśc. Harold Augustus Throckmorton (ur. 12 kwietnia 1897 w New Jersey; zm. 5 maja 1958 w Nowym Jorku) – amerykański tenisista, zwycięzca U.S. National Championships 1917 w grze podwójnej.

## Kariera tenisowa
W 1917 Throckmorton został ćwierćfinalistą U.S. National Championships (obecnie US Open) w singlu mężczyzn i wygrał grę podwójną wspólnie z Fredem Alexandrem.

### Finały w turniejach wielkoszlemowych

#### Gra podwójna (1–0)
| Końcowy wynik | Nr | Data | Turniej                                | Nawierzchnia | Partner        | Przeciwnicy                 | Wynik finału   |
| ------------- | -- | ---- | -------------------------------------- | ------------ | -------------- | --------------------------- | -------------- |
| Zwycięzca     | 1. | 1917 | U.S. National Championships, Nowy Jork | Trawiasta    | Fred Alexander | Harry Johnson Irving Wright | 11:9, 6:4, 6:4 |